# مارتن سكوت
مارتن سكوت (بالإنجليزية: Martin Scott)‏ (15 فبراير 1986 في المملكة المتحدة - ) هو لاعب كرة قدم بريطاني في مركز الوسط. شارك مع منتخب اسكتلندا تحت 21 سنة لكرة القدم. أما مع النوادي، فقد لعب مع ريث روفرز ونادي روس كاونتي ونادي سالغاوكار ونادي هيبرنيان ونادي ليفينغستون لكرة القدم.

## وصلات خارجية
- مارتن سكوت على موقع قاعدة بيانات كرة القدم.إي يو (الإنجليزية)
- مارتن سكوت على موقع Soccerbase.com (لاعب) (الإنجليزية)
- مارتن سكوت على موقع Soccerway.com (الإنجليزية)